# Visions of Johanna
«Visions of Johanna» — песня американского певца и музыканта Боба Дилана с его альбома 1966 года Blonde on Blonde.
В 2004 году журнал Rolling Stone поместил песню «Visions of Johanna» в исполнении Боба Дилана на 404 место своего списка «500 величайших песен всех времён». В списке 2011 года песня находится на 413 месте.